# Hudkræft
Hudkræft er en malign vækst på huden, som kan skyldes forskellige ting, f.eks. har det betydning hvor tit huden har været udsat for solskoldning.

## Forskellige slags kræft i huden
Der findes forskellige slags kræft i huden
- Kræft udgående fra hudens pigmentceller giver malignt melanom eller modermærkekræft.
- Kræft udgående fra epithelceller danner carcinomer.

Alle typer skyldes hovedsagelig for megen UV-stråling fra sol og solarium.
- Modermærkekræft skyldes overdreven soldyrkning og solskoldninger, især i barndom og ungdom. Mennesker med mange modermærker og lyse hudtyper har en særlig øget risiko for modermærkekræft.

- Basalcelle carcinom er den mest almindelige form for hudkræft. Det er samtidig den mindst alvorlige type, fordi den sjældent spreder sig. Den skal dog fjernes, når den opdages.

- Pladecelle carcinom er oftest ufarlig. Den kan dog udvikle sig til alvorlig sygdom. Ved denne slags hudkræft er der en meget tydelig sammenhæng med vedvarende udsættelse for UV-stråling fra sol og solarium.

## Forstadier til hudkræft
- Dermatose erhvervsbetinget eller strålebetinget
- Keratose
- Leukoplaki
- Xeroderma pigmentosum

## Hudkræfttyper
- Basalcelle carcinom
- Pladecelle carcinom
- Kaposis sarcom
- Mycosis fungoides
- Malignt melanom